# Yamatotakada, Nara
Yamatotakada (大和高田市 Yamatotakada-shi, Đại Hòa Cao Điền Thị) là một thành phố thuộc tỉnh Nara, Nhật Bản.